# Badiza ereboides
Badiza ereboides là một loài bướm đêm trong họ Noctuidae.